# Ido Flaisher
Ido Flaisher (in ebraico עידו פליישר‎?; Herzliya, 27 gennaio 1998) è un cestista israeliano.
È il figlio dell'ex cestista Ofer Fleisher.